# Innocence (judiciaire)
Pour les articles homonymes, voir Innocence.
On nomme innocence en justice le fait pour un prévenu de ne pas être coupable des faits qui lui sont reprochés. L'innocence est officiellement reconnue par une décision d'acquittement à l'issue d'un procès.
La présomption d'innocence est une règle de preuve voulant qu'en l'absence de preuve convaincante de sa culpabilité, un prévenu soit considéré comme innocent (autrement dit, la preuve est à la charge de celui qui prétend le prévenu coupable, et non au prévenu qui n'a pas à prouver qu'il est innocent). Ce terme est cependant couramment utilisé dans un sens dévoyé pour exprimer le fait qu'avant toute décision judiciaire définitive, un prévenu doive être considéré a priori comme innocent par l'ensemble de la société (police, médias, administration, etc.).